# 8220 Nanyou
8220 Nanyou è un asteroide della fascia principale. Scoperto nel 1996, presenta un'orbita caratterizzata da un semiasse maggiore pari a 2,2642260 UA e da un'eccentricità di 0,1332739, inclinata di 3,72693° rispetto all'eclittica.